# إريك هوب
إريك هوب (بالدنماركية: Erik Hoppe)‏ هو رسام دنماركي، ولد في 19 يونيو 1896، وتوفي في 21 مايو 1968.